# Promachus aequalis
Promachus aequalis är en tvåvingeart som beskrevs av Friedrich Hermann Loew 1858. Promachus aequalis ingår i släktet Promachus och familjen rovflugor. Inga underarter finns listade i Catalogue of Life.